# Las Luèvias e Tomairagas
Las Luèvias e Tomeiragas (en francès Les Lèves-et-Thoumeyragues) és un municipi francès situat al departament de la Gironda i a la regió de la Nova Aquitània.

## Demografia
| 1962                                       | 1968 | 1975 | 1982 | 1990 | 1999 | 2007 | 2016 |
| ------------------------------------------ | ---- | ---- | ---- | ---- | ---- | ---- | ---- |
| 662                                        | 669  | 599  | 555  | 503  | 543  | 534  | 565  |
| Des de 1962: població sense dobles comptes |      |      |      |      |      |      |      |

## Administració
| Període   | Identitat          | Partit |
| --------- | ------------------ | ------ |
| 1908-1948 | Albert Villeneuve  |        |
| 1945-1948 | Louis Durand       |        |
| 1948-1962 | Paul Guionie       |        |
| 1962-1977 | Henri Capoul       |        |
| 1977-1989 | Gaëtan Reillat     |        |
| 1989-2008 | Claude Capoul      |        |
| 2008-     | Jean-Michel Basset |        |